# José Santos Pereira
José Alberto Fernandes dos Santos Pereira (Cuma, Robert Williams, Angola, 5 de Dezembro de 1936 — 1 de Fevereiro de 2017), foi um médico português. Destacou-se principalmente por ter implementado várias medidas para melhorar o tratamento contra o cancro no Algarve, sendo considerado como o "pai" da luta contra o cancro da mama na região.

## Biografia

### Nascimento e formação
Nasceu em 5 de Dezembro de 1946 na povoação de Cuma, no concelho de Robert Williams, parte do Distrito de Huambo, na Província de Angola. Frequentou a Faculdade de Medicina de Lisboa, onde se formou em medicina em 1965.

### Carreira profissional
Começou a trabalhar como médico em 1967, em Angola, como especialista em medicina tropical e cirurgia geral. Regressou nesse mesmo ano a Portugal continental, tendo trabalhado como voluntário no serviço de cirurgia do Hospital Distrital de Portalegre entre Março de 1967 e 30 de Abril de 1978. Permaneceu depois naquela unidade hospitalar até 23 de Outubro de 1978, como interno de especialidade. Integrou-se no Hospital Distrital de Faro em 1 de Novembro desse ano, como interno da especialidade de cirurgia. Por diversas vezes, substituiu o director de serviço naquele hospital, especialmente no período em que laborou ali. Em 1990, foi responsável pela criação da consulta de senologia no serviço de cirurgia do Hospital de Faro. Em 1991 foi membro da Comissão de Coordenação Oncológica do hospital, e em 6 de Março de 1998 foi nomeado como assistente graduado de cirurgia geral naquela instituição. Em 31 de Maio de 1999, passou a ser o responsável pelo núcleo de senologia do hospital. Também fez parte da Comissão de Articulação e Intercâmbio de Serviços entre a ARS e o Hospital Distrital de Faro, da Comissão de Farmácia e Terapêutica, da Comissão de Antibióticos e Comissão de Coordenação Oncológica do Hospital Distrital de Faro.
Dedicou-se principalmente ao tratamento do cancro na região do Algarve, tendo sido um dos principais impulsionadores para várias medidas de apoio aos doentes oncológicos, incluindo a instalação da Unidade de Radioterapia do Algarve, em 2006. Também fundou, em 1994, e foi presidente da Associação Oncológica do Algarve. Também foi um dos principais responsáveis pela introdução, em Setembro de 2005, da Unidade Móvel para o Rastreio do Cancro da Mama. Em 12 de Dezembro de 2016, inaugurou, em conjunto com o presidente da Câmara Municipal de Faro, o segundo acelerador linear de última geração no Algarve, utilizado em radioterapia.
Exerceu igualmente como investigador, tendo sido responsável por vários trabalhos científicos ao longo da sua carreira.
Fazia parte do Conselho Consultivo da Escola Superior de Saúde da Universidade do Algarve, tendo colaborado, pouco tempo antes de falecer, com aquela instituição na recolha de fundos para a instalação do Centro de Simulação Médica do Algarve.

### Falecimento e homenagens
José Santos Pereira faleceu na madrugada no dia 1 de Fevereiro de 2017, aos oitenta anos de idade, devido a uma paragem cardíaca. O corpo ficou em câmara ardente na Igreja dos Capuchos em Faro, tendo sido transportado para o Cemitério da Esperança, na mesma cidade.
Na sequência do seu falecimento, o presidente da Junta de Freguesia de Montenegro, Steven Sousa Piedade, e o presidente da Câmara Municipal de Faro, Rogério Bacalhau, emitiram votos de pesar, onde destacaram a carreira de José Santos Pereira na medicina, e os seus esforços pelo tratamento do cancro no Algarve. O seu papel pelo desenvolvimento da oncologia no Algarve também foi salientado pela Universidade do Algarve, que recordou a colaboração de José Santos Pereira com aquele estabelecimento de ensino. Em 3 de Fevereiro de 2017, o Parlamento também emitiu uma nota de pesar pelo seu falecimento.
Devido aos seus esforços contra o cancro e pela sua carreira como médico, especialmente no Serviço Nacional de Saúde, foi distinguido em 2012 com uma medalha de ouro do Ministério da Saúde. Em 7 de Setembro desse ano, recebeu a medalha de mérito - Grau Ouro do Município de Faro.